# فريدريك أوقست جورج بيتر
فريدريك أوقست جورج بيتر (بالإنجليزية: Friedrich August Georg Bitter)‏ (و. 1873 – 1927 م) هو عالم نبات، وlichenologist، وأستاذ جامعي من الإمبراطورية الألمانية . ولد في بريمن .
توفي في بريمن .

## مناصب وهيئات
أدار جامعة غوتنغن.